# 42 (film)
 For alternative betydninger, se 42 (flertydig). (Se også artikler, som begynder med 42)
42 er en amerikansk biografisk dramafilm fra 2013 efter filmmanus og instrueret af Brian Helgeland

## Handling
42 foregår i 1946, da Jackie Robinson (Chadwick Boseman) bliver den første afroamerikaner som spiller i Brooklyn Dodgers og i Major League Baseball. Både Jackie Robinsons karriere og personliga liv bliver en stædig kamp mod racisme. Udover Jackie Robinsons historie skildrer filmen også Brooklyn Dodgers chef Branch Rickey (Harrison Ford) og hans bestræbelser på at bane vejen for Jackie.

## Medvirkende
- Chadwick Boseman som Jackie Robinson
- Harrison Ford som Branch Rickey
- André Holland som Wendell Smith
- Christopher Meloni som Leo Durocher
- John C. McGinley som Red Barber
- Toby Huss som Clyde Sukeforth
- Lucas Black som Pee Wee Reese
- Alan Tudyk som Ben Chapman
- Nicole Beharie som Rachel Isum Robinson
- C. J. Nitkowski som Dutch Leonard
- Brett Cullen som Clay Hopper
- Ryan Merriman som Dixie Walker
- T. R. Knight som Harold Parrott
- Hamish Linklater som Ralph Branca
- Brad Beyer som Kirby Higbe
- Jesse Luken som Eddie Stanky
- Max Gail som Burt Shotton
- Peter MacKenzie som Happy Chandler
- Linc Hand som Fritz Ostermueller